# Леутин, Илья Владиславович
Илья Леутин (род. 8 января 1989, Кемерово) — российский писатель и режиссёр.

## Биография
Окончил режиссёрский факультет ВГИК (мастерская С. А. Соловьёва и В. Д. Рубинчика), учился в Литературном институте им. А. М. Горького.
Автор романов «Попакратия» (ИД «Городец», 2021), «Тишина на полную громкость» («ИЛ-music», 2014), сборников рассказов «Карамельный рыцарь» (изд. «ИЛ-music», 2016) и «Настоящие рассказы Равшана» (под псевдонимом Равшан Саледдин), колумнист журнала «Сноб» и ведущий литературной колонки «Russian muslim magazine», финалист премий «Дебют» и «Национальный бестселлер».
Один из организаторов ежегодного фестиваля «Топла — Центр Света» в деревне Сврлишка Топла (Сербия). Участник коллективного проекта DO IT в центре современного искусства «Гараж» (Москва, идея Ханса-Ульриха Обриста).

## Книги
- Р. Саледдин. Настоящие рассказы Равшана. — [Казань]: Ил-music, 2012, 2014. — 256 с. — ISBN 978-5-9904994-4-7
- И. Леутин. Тишина на полную громкость. — Ил-music, 2014. — 144 с. — ISBN 978-9-997001-1-6-0
- И. Леутин. Карамельный рыцарь. — [Казань]: Ил-music, 2016. — 158 с. — ISBN 978-99970011-6-0
- И. Леутин. Попакратия. — М: ИД «Городец», 2021. — ISBN 978-5-907358-06-5
- Р. Саледдин. Восточные миниатюры. — Смена, Живёт и работает, 2018. — ISBN 978-5-9904994-8-5